# Franciszek Bohomolec
Franciszek Bohomolec (Vityebszk, 1720. január 29. – Varsó, 1784. április 24.) lengyel drámaíró, nyelvész és színházi reformer. Jezsuita szerzetes, az udvari nyomda vezetője. Szenvedélyes tanár, nevelő és társadalmi aktivista.

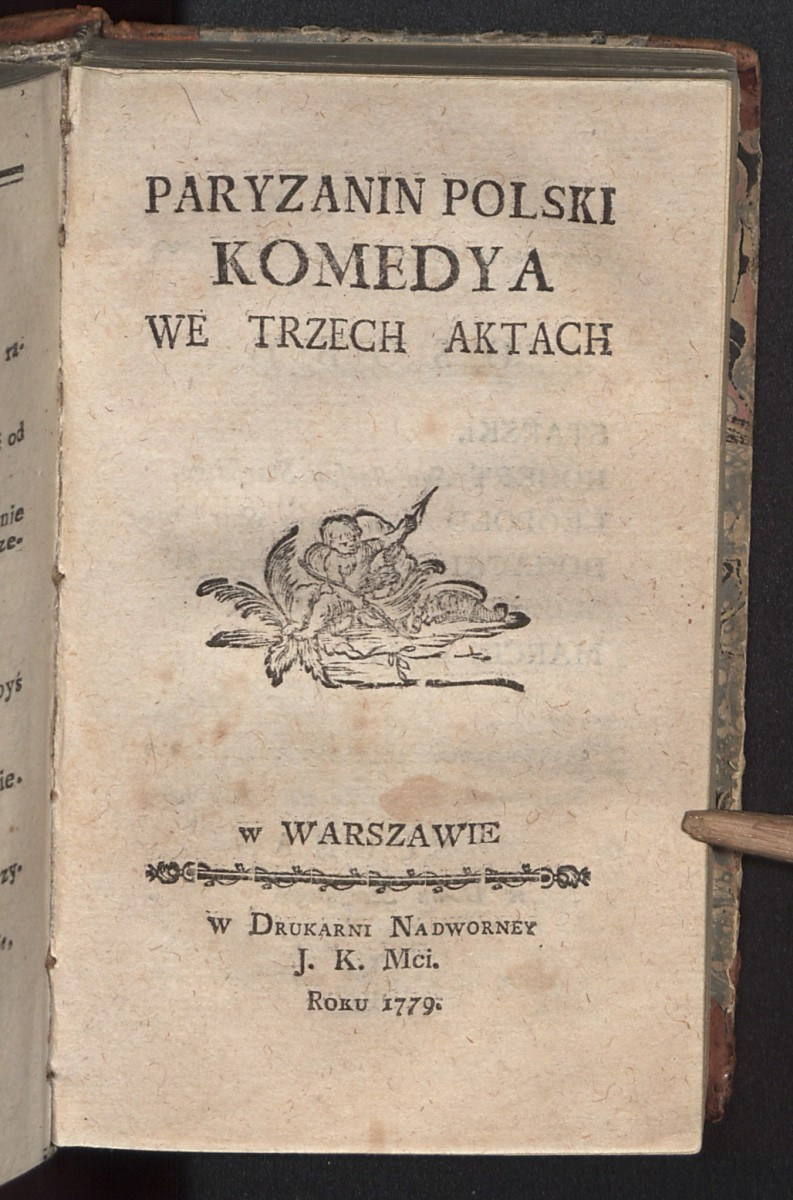
A párizsi lengyel komédia címlapja (Nemzeti Könyvtár, Lengyelország)

Aki szégyell mosolyogni, ember mivoltát szégyelli.

## Élete
Iskolai tanulmányait a vilniusi jezsuita kollégiumban kezdte, majd 1747-től 1749-ig Rómában retorikát tanult. Ezek befejezése után Varsóban tanított, dolgozott. Konviktusi vígjátékok írásával kezdte a pályafutását. Vígjátékain érződött Carlo Goldoni és Molière hatása. Korai művei a tudatlan és ostoba lengyel arisztokráciát figurázták ki. Későbbi komédiái és szatírái a szélesebb közönséghez szóltak.
Nagyban hozzájárult ahhoz, hogy a felvilágosodás kiteljesedjen Lengyelországban.
1765-ben közeli kapcsolatba került az új királlyal, Stanisław August Poniatowskival. Bohomolec támogatta az uralkodó reformterveit.
A nagy tekintélynek örvendő színpadi szerző az anyanyelvi kultúra, az oktatás és a nyelvművelés töretlen híve volt. Társalapítója és 1765-től 1784-ig szerkesztője a lengyel felvilágosodás folyóiratának, a Monitornak, mely az angol The Spectatort tekintette példaképének.

## Művei
- Gyűjteményes kiadás: Komedie – Vígjátékok (1767)
- Paryzanin polski (komedya we trzech aktach) – A párizsi lengyel (komédia 3 felvonásban) (Varsó, 1779)

## Alapítvány
Az író végrendeletében minden összegyűjtött megtakarítását, 3000 aranyat hagyott hátra egy alapítvány számára, mely segítette a Varsó városában élő szerencsétlen sorsú szegény embereket.
A történelmileg változó körülmények között ez az alapítvány folyamatosan támogatta a nehéz sorsú polgárokat, egészen az első világháború kitöréséig.

## Fordítás
- Ez a szócikk részben vagy egészben  a   Franciszek Bohomolec című angol Wikipédia-szócikk ezen változatának fordításán alapul.  Az eredeti cikk szerkesztőit annak laptörténete sorolja fel. Ez a jelzés csupán a megfogalmazás eredetét és a szerzői jogokat jelzi, nem szolgál a cikkben szereplő információk forrásmegjelöléseként.